# بروك هاريس
بروك هاريس (بالإنجليزية: Brock Harris)‏ هو كاتب سيناريو وعارض أمريكي، ولد في فبراير 1988 في ستيلووتر في الولايات المتحدة.

## وصلات خارجية
- بروك هاريس على موقع IMDb (الإنجليزية)
- بروك هاريس على موقع ألو سيني (الفرنسية)
- بروك هاريس على موقع قاعدة بيانات الفيلم (الإنجليزية)